# Neue Volkspartei
Die Neue Volkspartei (jap. 国民新党, Kokumin Shintō, engl. The People’s New Party) war eine kleine politische Partei in Japan, die im August 2005 von Gegnern der Postprivatisierung gegründet wurde. Die sogenannten „Rebellen“ waren zuvor von Premierminister Jun’ichirō Koizumi aus der Liberaldemokratischen Partei (LDP) ausgeschlossen worden. Im März 2013 löste sie sich auf.
Eine Revision der Postprivatisierung und anderer Reformen zur Liberalisierung der Wirtschaft der Koizumi-Kabinette gehören weiterhin zu den Kernforderungen der Partei. Gesellschaftspolitisch vertritt sie traditionelle konservative Positionen: Sie lehnt das Ausländerwahlrecht in Präfekturen und Kommunen ebenso wie die Zulassung unterschiedlicher Familiennamen für Eheleute ab. In den Sozialsystemen will sie eine „Rückkehr der Sicherheit“ (安心の回復, anshin no kaifuku) erzielen.
Internationales Aufsehen erregte die Neue Volkspartei 2007, als sie den in Chile unter Arrest stehenden Alberto Fujimori als Kandidaten für die Oberhauswahlen nominierte.
Der erste Parteivorsitzende war Tamisuke Watanuki, der nach dem Verlust seines Parlamentssitzes in der Unterhauswahl 2009 zurücktrat und durch Shizuka Kamei ersetzt wurde. Generalsekretär Hisaoki Kamei verlor in dieser Wahl ebenfalls seinen Abgeordnetenposten. Sein Nachfolger wurde zunächst der Oberhausabgeordnete Shōzaburō Jimi, 2010 dann Mikio Shimoji.
2007 hatte die Partei jeweils vier Abgeordnete im Ober- und Unterhaus, nach der Unterhauswahl 2009 ist sie dort jedoch nur noch mit 3 Abgeordneten vertreten. Seitdem ist sie durch eine Koalition mit der Demokratischen Partei im Kabinett vertreten, zunächst mit dem Parteivorsitzenden Kamei, seit 2010 durch Ex-Generalsekretär Jimi. Im April 2011 wurden der Parteivorsitzende Kamei und die Politikforschungsratsvorsitzende Akiko Kamei wegen ihrer Opposition zu der vom Koalitionskabinett beschlossenen Mehrwertsteuererhöhung aus ihren Parteiämtern entfernt. Kamei hatte gegen einen Parteibeschluss, in der Koalition verbleiben zu wollen, der Demokratischen Partei gegenüber erklärt, die Neue Volkspartei werde die Koalition verlassen. Beide Kameis reichten anschließend ihren Parteiaustritt ein.
Bei der Unterhauswahl 2012 gewann die Partei nur noch einen Wahlkreis in Kagoshima. Takeshi Noma verließ die Partei im Februar 2013, damit blieben ihr noch zwei Abgeordnete im Oberhaus. Im März 2013 löste sich die Partei nach einer Entscheidung des Vorsitzenden Jimi auf. Das andere Parteimitglied Kazuyuki Hamada unterstützte die Entscheidung zur Auflösung nicht.

## Wahlergebnisse
| Jahr         | Unterhauswahlergebnisse | Unterhauswahlergebnisse | Unterhauswahlergebnisse | Unterhauswahlergebnisse | Unterhauswahlergebnisse | Unterhauswahlergebnisse | Oberhauswahlergebnisse | Oberhauswahlergebnisse | Oberhauswahlergebnisse | Oberhauswahlergebnisse | Oberhauswahlergebnisse | Oberhauswahlergebnisse   | Oberhauswahlergebnisse |
| Jahr         | Kandidaten              | Direktwahl              | Direktwahl              | Verhältniswahl          | Verhältniswahl          | Mandate                 | Kandidaten             | Direktwahl             | Direktwahl             | Verhältniswahl         | Verhältniswahl         | Mandate                  |                        |
| Jahr         | Kandidaten              | Stimmenanteil           | Mandate                 | Stimmenanteil           | Mandate                 | Mandate                 | Kandidaten             | Stimmenanteil          | Mandate                | Stimmenanteil          | Mandate                | Mandate                  |                        |
| ------------ | ----------------------- | ----------------------- | ----------------------- | ----------------------- | ----------------------- | ----------------------- | ---------------------- | ---------------------- | ---------------------- | ---------------------- | ---------------------- | ------------------------ | ---------------------- |
| Bei Gründung | Bei Gründung            | Bei Gründung            | Bei Gründung            | Bei Gründung            | Bei Gründung            | 3/480                   |                        |                        |                        |                        |                        | 2/242                    |                        |
| 2005         | 12                      | 0,5 %                   | 2/300                   | 1,7 %                   | 2/180                   | 4/480                   |                        |                        |                        |                        |                        |                          |                        |
| 2007         |                         |                         |                         |                         |                         |                         | 23                     | 1,9 %                  | 1/73                   | 2,2 %                  | 1/48                   | 2/121 (2 nicht zur Wahl) |                        |
| 2009         | 18                      | 1,0 %                   | 3/300                   | 1,7 %                   | 0/180                   | 3/480                   |                        |                        |                        |                        |                        |                          |                        |
| 2010         |                         |                         |                         |                         |                         |                         | 7                      | 0,3 %                  | 0/73                   | 1,7 %                  | 0/48                   | 0/121 (3 nicht zur Wahl) |                        |
| 2012         | 3                       | 0,1 %                   | 1/300                   | 0,1 %                   | 0/180                   | 1/480                   |                        |                        |                        |                        |                        |                          |                        |

Zum 31. Dezember 2011 verfügte die Neue Volkspartei auf Präfekturebene über keine Abgeordnete, auf Gemeindeebene über zwei.